# ワックス・ワーク
『ワックス・ワーク』（原題：Waxwork）は、1988年制作のアメリカ合衆国のホラー・コメディ映画。アンソニー・ヒコックスの監督デビュー作品。

## あらすじ
高校生のマークは、5人の仲間たちと近くにできた蝋人形館を訪ねる。そこには、狼男、ミイラ男、吸血鬼などの怪物を模した人形たちが展示されていた。
実はその蝋人形館は、狼男の蝋人形は狼男の世界へ、吸血鬼の蝋人形は吸血鬼の世界へというように、見物客を異次元へと誘う恐怖の館で、もしその世界で命を落とすと、彼ら自身も蝋人形の一部となってしまう恐るべき場所だった。
やがてマークの仲間たちは次々と蝋人形に変えられ、殺されていく。マークとサラは命からがら館から逃げ出すことに成功するが、マークはその館の主人リンカーンに見覚えがあった。
マークは家中を探し回り、古い新聞記事の中にリンカーンの姿を見つけた。実はリンカーンは、40年前にマークの祖父を殺した犯人で、悪魔に魂を売り渡し、18人の犠牲者をゾンビや怪物に仕立て上げ世界征服を企んでいた。マークはサラ、祖父の友人だったサー・ウィルフレッドと共にリンカーンに立ち向かう。

## キャスト
- マーク：ザック・ギャリガン
- サラ：デボラ・フォアマン
- リンカーン：デビッド・ワーナー
- サー・ウィルフレッド：パトリック・マクニー
- チャイナ：ミシェル・ジョンソン
- ジェームズ：エリック・ブラウン
- ジェマ：クレア・ケアリー
- トニー：ダナ・アシュブルック
- マルキ・ド・サド：J・ケネス・キャンベル
- ドラキュラ：マイルズ・オキーフ
- 狼男：ジョン・リス＝デイヴィス
- ハンス：ミシュ・メシャロス
- ロバーツ警部：チャールズ・マッコーハン